# Suprême Conseil de la Juridiction Sud
Pour les articles homonymes, voir Suprême Conseil.

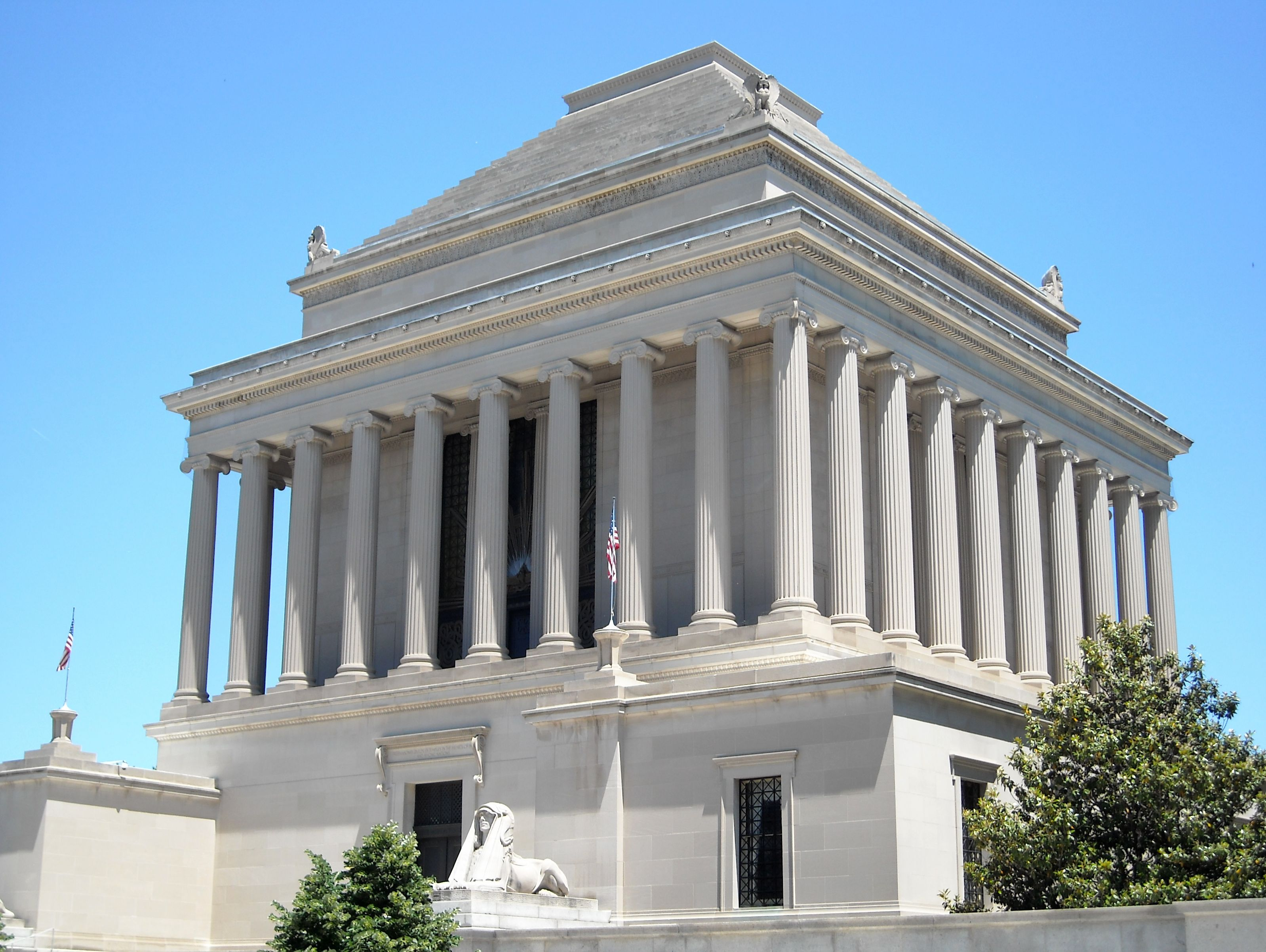
Maison du temple, siège du Suprême Conseil de la juridiction sud du REAA

Le Suprême Conseil de la Juridiction Sud est le nom d'une juridiction de hauts grades maçonniques fondée en 1801 à Charleston (Caroline du Sud) aux États-Unis d'Amérique, par des francs-maçons américains et français ayant fui la révolution noire de Saint-Domingue. Première juridiction, historiquement fondée pour administrer les hauts grades  du Rite écossais ancien et accepté, elle se déclare comme le Suprême Conseil « mère du monde » de ce rite avec pour devise « Ordo ab Chao ». Son siège est situé à Washington à la House of the Temple (Maison du Temple).

## Histoire
Le Suprême Conseil de la Juridiction Sud est Charleston (Caroline du Sud) en 1801. En 1911, la juridiction a mis en œuvre la  construction d'un bâtiment pour lui servir de siège national dans le district de Columbia qui prend le nom de « Maison du Temple » (« House of the Temple »). l’édifice est terminé en 1915, il est toujours en 2016 le siège de la juridiction. En 1813, un membre du Conseil suprême établit à New York un Conseil suprême de la Juridiction du Nord des États-Unis d'Amérique et en 1823, le Conseil de la juridiction sud lui accorde autorité, sur  quinze États à l'est du fleuve Mississippi et au nord de la rivière Ohio.